# Корјен (Шековићи)
Корјен је насељено мјесто у општини Шековићи, Република Српска, БиХ. Према попису становништва из 1991. у насељу је живјело 222 становника.

## Становништво
Насеље је на пописима становништва у Југославији забиљежено као „Коријен“.
| Демографија (Коријен) (Коријен) (Коријен) (Коријен) | Демографија (Коријен) (Коријен) (Коријен) (Коријен) | Демографија (Коријен) (Коријен) (Коријен) (Коријен) |
| Година                                              | Становника                                          | Становника                                          |
| --------------------------------------------------- | --------------------------------------------------- | --------------------------------------------------- |
| 1961.                                               | 499                                                 |                                                     |
| 1971.                                               | 428                                                 |                                                     |
| 1981.                                               | 281                                                 |                                                     |
| 1991.                                               | 222                                                 |                                                     |